# Kamikaze (tv-serie)
 For alternative betydninger, se Kamikaze (flertydig). (Se også artikler, som begynder med Kamikaze)
Kamikaze  er en tv-serie fra 2021, som er blevet vist på HBO.

## Plot
18-årige Julie bliver efterladt alene i et stort tomt hus, da hendes velhavende forældre og hendes bror alle dør i et flyulykke. Fra at være en pige, der tilsyneladende havde det hele, må hun nu revurdere alt, hvad hun anså for at være vigtigt i livet.

## Skuespillere
- Marie Reuther: Julie
- Natalia del Riego: Julie
- Aleksandr Kuznetsov: Krzysztof
- Johan Rheborg: Thomas
- Mads Reuther: Tom
- Carla Philip Røder: Constance
- Charlotte Munck: Astrid
- J Sebastian Lee: Seo-Jun Nam
- Casper Kjær Jensen: Micke
- Vidhi Christine Kastebo Hansen: Sofia
- Anders Matthesen: Psyko-Bo
- Roberto García Suárez
- Iris Cayatte
- Sevik Perl: Niels
- Bella Asali: Sofia
- Elyod Florian: Oliver
- Hazel Watt: politibetjent
- Lars Thiesgaard: politibetjent
- Laurids Skovgaard Andersen: Waldemar